# V842 Centauri
Désignations
V842 Centauri (ou Nova Centauri 1986) était une nova qui survint en 1986 dans la constellation du Centaure. Elle atteignit une magnitude minimale (correspondant à une luminosité maximale) de 4,6.
D'après les mesures de parallaxe réalisées par le satellite Gaia, elle est distante d'environ ∼ 4 500 a.l. (∼ 1 380 pc) de la Terre.